# Émilie Hanak
Pour les articles homonymes, voir Hanak (homonymie).
Émilie Hanak dite « Yelli Yelli » ou « Milkymee », née le 5 mai 1981 à Créteil, est une auteure-compositrice-interprète française d'ascendance tchèque et algérienne.

## Biographie
Émilie Hanak grandit à Maisons-Alfort, en banlieue parisienne, bercée par les chansons de DjurDjura, Lounès Matoub, Aït Menguellet, Idir ou Akli Yahyaten que sa mère écoute dans la cuisine.
Son père est tchèque et sa mère kabyle.
Yelli Yelli signifie fillette en kabyle, soit le surnom que son grand-père originaire de Kabylie lui donnait enfant.

## Carrière professionnelle
Émilie Hanak se lance tout d'abord dans la musique sous le pseudonyme de Milkymee, entre sons électro-punk et compositions résolument plus folk. En 2007, elle édite Songs for Herr Nicke sur le label Tsunami Addiction. La sortie de l’album est accompagnée d’une tournée en France et au Japon.
Après 6 années en Suède, la musicienne s’installe de nouveau en France en 2009 pour travailler à la préparation de son second album To all the ladies in the place, with style and grace. Cette ode à toutes les femmes de sa vie est publiée en janvier 2010. La même année, elle pose ses valises au Japon, où lauréate de la section musique du programme Culturesfrance, elle bénéficie d’une résidence à la Villa Kujoyama de Kyoto.
En 2009, la musicienne réalise également la bande originale de Domaine, film franco-autrichien réalisé par Patric Chiha avec Béatrice Dalle et Isaïé Sultan dans les rôles principaux.
Le 29 octobre 2012, marque la sortie du troisième album de Milkymee, intitulé Borders.
Le projet Yelli Yelli,voit le jour en 2016 chez Beating Drum. Terre de mon poème est un recueil musical de douze chansons en français, anglais et kabyle. Émilie Hanak est accompagnée du musicien Piers Faccini qui a réalisé et co-composé cet album. À travers ses aspirations artistiques, l’artiste dépeint une certaine vision de son Algérie, entre fantaisies et racines familiales. Si la musicienne s’est installée un temps en Suède, au Japon puis au Pays basque, elle ne s’est jamais rendue en Algérie.
Elle apprend le kabyle, à l’aide d’un coach bien qu'elle n'ait pas acquis la maîtrise de la phonétique de cette langue. La photographie imprimée sur la couverture du disque est une image datant du début des années 1970, sur laquelle son père Christian, né en France et d’origine tchèque pose avec Yasmina, l’arrière-grand-mère maternelle de l’artiste,.

## Discographie

### Milkymee
- 2007 : Songs for Herr Nicke, Tsunami Addiction
- 2009 : Domaine, bande originale du film homonyme
- 2010 : To all the ladies in the place, with style and grace, Tsunami Addiction, Discograph, Wagram
- 2012 : Before The Truth, Tsunami Addiction (EP)
- 2012 : Borders, Tsunami Addiction

### Yelli Yelli
- 2015 : Yelli Yelli, Beating Drum (EP)
- 2016 : Terre de mon poème, Beating Drum[14].
- 2021 : La violence est mécanique, CryBaby[15]